# 제니퍼 빌스
제니퍼 빌스(Jennifer Beals, 1963년 12월 19일 ~ )는 미국의 배우이다. 《플래시댄스》(1983)로 1984년 제41회 골든 글로브상 코미디·뮤지컬 영화 부문 여우주연상 후보에 지명되었으며 제17회 NAACP 이미지 어워드 여우주연상을 수상했다. 아프리카계 미국인 아버지와 아일랜드계 미국인 어머니 사이에서 태어났다.

## 출연 작품

### 영화
- 플래시댄스 (1983)
- 프랑켄슈타인의 신부 (1985)
- 뱀파이어 키스 (1989)
- 닥터 M (1990)
- 인 더 수프 (1992)
- 욤욤 공주와 도둑 (1993) - 목소리
- 나의 즐거운 일기 (1993)
- 미세스 파커 (1994)
- 포 룸 (1995)
- 블루 데블 (1995)
- 렛 잇 비 미 (1995)
- 신의 전사 2 (1998)
- 런어웨이 (2003)
- 캐치 댓 머니 (2004)
- 그루지 2 (2006)
- 일라이 (2010)
- 맨하탄 녹턴 (2016) - 리사 렌 역 (공동제작)
- 일곱 번째 내가 죽던 날 (2017) - 샘의 엄마 역
- The White Orchid (2018)
- 애프터 (2019) - 캐런 깁슨 역
- 럭키스트 걸 얼라이브 (2022) - 롤로 빈센트 역

### 드라마
- 엘 워드 (2004-09)
- 테이큰 (2017-18)